# Lista pomników narodowych Stanów Zjednoczonych
Lista pomników narodowych Stanów Zjednoczonych zawiera amerykańskie federalne pomniki narodowe (ang. national monument). Lista nie zawiera innych jednostek, w szczególności pomników narodowych określanych w Stanach Zjednoczonych jako national memorials. Lista nie zawiera również nieistniejących już pomników narodowych, które zostały na przykład rozwiązane lub przekształcone w parki narodowe.
Spośród 100 pomników narodowych istniejących w czerwcu 2009 roku w Stanach Zjednoczonych 74 było zarządzanych przez National Park Service, a pozostałe 22 przez inne agencje federalne takie jak Bureau of Land Management, Fish and Wildlife Service i Forest Service. Część pomników zarządzanych jest wspólnie przez kilka agencji.

## Pomniki narodowe zarządzane przez National Park Service
| Nazwa                                          | Stan/Terytorium zależne | Data powstania            | Powierzchnia | Zdjęcie |
| ---------------------------------------------- | ----------------------- | ------------------------- | ------------ | ------- |
| African Burial Ground National Monument        | Nowy Jork               | 27 lutego 2006(dts)       | 0 km²        |         |
| Agate Fossil Beds National Monument            | Nebraska                | 14 czerwca 1997(dts)      | 12,36 km²    |         |
| Alibates Flint Quarries National Monument      | Teksas                  | 10 listopada 1978(dts)    | 5,55 km²     |         |
| Aniakchak National Monument                    | Alaska                  | 2 grudnia 1980(dts)       | 555,13 km²   |         |
| Aztec Ruins National Monument                  | Nowy Meksyk             | 2 lipca 1928(dts)         | 1,29 km²     |         |
| Bandelier National Monument                    | Nowy Meksyk             | 11 lutego 1916(dts)       | 136,28 km²   |         |
| Booker T. Washington National Monument         | Wirginia                | 2 kwietnia 1956(dts)      | 0,97 km²     |         |
| Buck Island Reef National Monument             | Wyspy Dziewicze         | 28 grudnia 1961(dts)      | 76,95 km²    |         |
| Cabrillo National Monument                     | Kalifornia              | 14 października 1913(dts) | 0,65 km²     |         |
| Canyon de Chelly National Monument             | Arizona                 | 1 kwietnia 1931(dts)      | 339,29 km²   |         |
| Cape Krusenstern National Monument             | Alaska                  | 1 grudnia 1978(dts)       | 2626,75 km²  |         |
| Capulin Volcano National Monument              | Nowy Meksyk             | 31 grudnia 1987(dts)      | 3,21 km²     |         |
| Casa Grande Ruins National Monument            | Arizona                 | 3 sierpnia 1918(dts)      | 1,91 km²     |         |
| Castillo de San Marcos National Monument       | Floryda                 | 5 czerwca 1942(dts)       | 0,08 km²     |         |
| Castle Clinton National Monument               | Nowy Jork               | 12 sierpnia 1946(dts)     | 0 km²        |         |
| Cedar Breaks National Monument                 | Utah                    | 22 sierpnia 1933(dts)     | 24,91 km²    |         |
| Chiricahua National Monument                   | Arizona                 | 18 kwietnia 1924(dts)     | 48,5 km²     |         |
| Colorado National Monument                     | Kolorado                | 24 maja 1911(dts)         | 83,1 km²     |         |
| Craters of the Moon National Monument          | Idaho                   | 2 maja 1924(dts)          | 1233,18 km²  |         |
| Devils Postpile National Monument              | Kalifornia              | 6 lipca 1911(dts)         | 3,23 km²     |         |
| Devils Tower National Monument                 | Wyoming                 | 24 września 1906(dts)     | 5,45 km²     |         |
| Dinosaur National Monument                     | Kolorado i Utah         | 4 października 1915(dts)  | 850,96 km²   |         |
| Effigy Mounds National Monument                | Iowa                    | 25 października 1949(dts) | 10,22 km²    |         |
| El Malpais National Monument                   | Nowy Meksyk             | 31 grudnia 1987(dts)      | 462,46 km²   |         |
| El Morro National Monument                     | Nowy Meksyk             | 8 grudnia 1906(dts)       | 5,17 km²     |         |
| Florissant Fossil Beds National Monument       | Kolorado                | 20 sierpnia 1969(dts)     | 24,27 km²    |         |
| Fort Frederica National Monument               | Georgia                 | 26 maja 1936(dts)         | 0,98 km²     |         |
| Fort Matanzas National Monument                | Floryda                 | 15 października 1924(dts) | 1,21 km²     |         |
| Fort McHenry National Monument                 | Maryland                | 11 sierpnia 1939(dts)     | 0,18 km²     |         |
| Fort Pulaski National Monument                 | Georgia                 | 15 października 1924(dts) | 22,76 km²    |         |
| Fort Stanwix National Monument                 | Nowy Jork               | 21 sierpnia 1935(dts)     | 0,06 km²     |         |
| Fort Sumter National Monument                  | Karolina Południowa     | 28 kwietnia 1948(dts)     | 0,81 km²     |         |
| Fort Union National Monument                   | Nowy Meksyk             | 28 czerwca 1954(dts)      | 2,92 km²     |         |
| Fossil Butte National Monument                 | Wyoming                 | 23 października 1972(dts) | 33,18 km²    |         |
| George Washington Birthplace National Monument | Wirginia                | 23 stycznia 1930(dts)     | 2,68 km²     |         |
| George Washington Carver National Monument     | Missouri                | 14 lipca 1943(dts)        | 0,85 km²     |         |
| Gila Cliff Dwellings National Monument         | Nowy Meksyk             | 16 listopada 1907(dts)    | 2,16 km²     |         |
| Governors Island National Monument             | Nowy Jork               | 7 lutego 2003(dts)        | 0,09 km²     |         |
| Grand Portage National Monument                | Minnesota               | 2 września 1958(dts)      | 2,87 km²     |         |
| Hagerman Fossil Beds National Monument         | Idaho                   | 18 listopada 1988(dts)    | 17,61 km²    |         |
| Hohokam Pima National Monument                 | Arizona                 | 21 października 1972(dts) | 6,84 km²     |         |
| Homestead National Monument                    | Nebraska                | 19 marca 1936(dts)        | 0,85 km²     |         |
| Hovenweep National Monument                    | Utah i Kolorado         | 2 marca 1923(dts)         | 3,18 km²     |         |
| Jewel Cave National Monument                   | Dakota Południowa       | 7 lutego 1908(dts)        | 5,15 km²     |         |
| John Day Fossil Beds National Monument         | Oregon                  | 26 października 1974(dts) | 56,43 km²    |         |
| Lava Beds National Monument                    | Kalifornia              | 21 listopada 1925(dts)    | 188,42 km²   |         |
| Little Bighorn Battlefield National Monument   | Montana                 | 10 grudnia 1991(dts)      | 3,1 km²      |         |
| Minidoka Internment National Monument          | Idaho                   | 17 stycznia 2001(dts)     | 0,29 km²     |         |
| Montezuma Castle National Monument             | Arizona                 | 8 grudnia 1906(dts)       | 3,47 km²     |         |
| Muir Woods National Monument                   | Kalifornia              | 9 stycznia 1908(dts)      | 2,24 km²     |         |
| Natural Bridges National Monument              | Utah                    | 16 kwietnia 1908(dts)     | 30,9 km²     |         |
| Navajo National Monument                       | Arizona                 | 20 marca 1909(dts)        | 1,46 km²     |         |
| Ocmulgee National Monument                     | Georgia                 | 14 czerwca 1934(dts)      | 2,84 km²     |         |
| Oregon Caves National Monument                 | Oregon                  | 12 lipca 1909(dts)        | 1,97 km²     |         |
| Organ Pipe Cactus National Monument            | Arizona                 | 13 kwietnia 1937(dts)     | 1338,25 km²  |         |
| Petroglyph National Monument                   | Nowy Meksyk             | 27 czerwca 1990(dts)      | 29,27 km²    |         |
| Pinnacles National Monument                    | Kalifornia              | 16 stycznia 1908(dts)     | 99,2 km²     |         |
| Pipe Spring National Monument                  | Arizona                 | 31 maja 1923(dts)         | 0,16 km²     |         |
| Pipestone National Monument                    | Minnesota               | 25 sierpnia 1937(dts)     | 1,14 km²     |         |
| Poverty Point National Monument                | Louisiana               | 31 października 1988(dts) | 3,69 km²     |         |
| Rainbow Bridge National Monument               | Utah                    | 30 maja 1910(dts)         | 0,65 km²     |         |
| Russell Cave National Monument                 | Alabama                 | 11 maja 1961(dts)         | 1,26 km²     |         |
| Salinas Pueblo Missions National Monument      | Nowy Meksyk             | 28 października 1988(dts) | 4,34 km²     |         |
| Scotts Bluff National Monument                 | Nebraska                | 12 grudnia 1919(dts)      | 12,15 km²    |         |
| Statue of Liberty National Monument            | Nowy Jork i New Jersey  | 15 października 1924(dts) | 0,24 km²     |         |
| Stonewall National Monument                    | Nowy Jork               | 24 czerwca 2016(dts)      | 0 km²        |         |
| Sunset Crater Volcano National Monument        | Arizona                 | 16 listopada 1990(dts)    | 12,3 km²     |         |
| Timpanogos Cave National Monument              | Utah                    | 14 października 1922(dts) | 1,01 km²     |         |
| Tonto National Monument                        | Arizona                 | 19 grudnia 1907(dts)      | 4,53 km²     |         |
| Tuzigoot National Monument                     | Arizona                 | 25 lipca 1939(dts)        | 3,29 km²     |         |
| Virgin Islands Coral Reef National Monument    | Wyspy Dziewicze         | 17 stycznia 2001(dts)     | 56,22 km²    |         |
| Walnut Canyon National Monument                | Arizona                 | 30 listopada 1915(dts)    | 14,49 km²    |         |
| White Sands National Monument                  | Nowy Meksyk             | 18 stycznia 1933(dts)     | 581,67 km²   |         |
| Wupatki National Monument                      | Arizona                 | 9 grudnia 1924(dts)       | 143,35 km²   |         |
| Yucca House National Monument                  | Kolorado                | 19 grudnia 1919(dts)      | 0,14 km²     |         |

## Pomniki narodowe zarządzane przez inne agencje
- Admiralty Island National Monument
- Agua Fria National Monument
- California Coastal National Monument
- Canyons of the Ancients National Monument
- Carrizo Plain National Monument
- Cascade-Siskiyou National Monument
- Giant Sequoia National Monument
- Grand Canyon-Parashant National Monument
- Grand Staircase-Escalante National Monument
- Hanford Reach National Monument
- Ironwood Forest National Monument
- Kasha-Katuwe Tent Rocks National Monument
- Marianas Trench Marine National Monument
- Misty Fjords National Monument
- Mount St. Helens National Volcanic Monument
- Newberry National Volcanic Monument
- Pacific Remote Islands Marine National Monument
- Papahānaumokuākea Marine National Monument
- Pompeys Pillar National Monument
- Prehistoric Trackways National Monument
- President Lincoln and Soldiers' Home National Monument
- Rose Atoll Marine National Monument
- Santa Rosa and San Jacinto Mountains National Monument
- Sonoran Desert National Monument
- Upper Missouri River Breaks National Monument
- Vermilion Cliffs National Monument